# Michel Gaudin
Martin Michel Charles Gaudin, hertig av Gaeta, född 19 januari 1756, död 5 november 1841, var en fransk politiker.
Gaudin var kommissarie för skattkammaren 1791-94, och utsågs efter Brumairekuppen till finansminister och kvarstod på denna post 1799-1814. Gaudin organiserade det franska skatteväsendet, återinförde indirekta skatter, grundade Banque de France och Cour des comptes, samt satte i verkställighet en betydande del av det första förslaget om jordeböcker. Gaudin vann hertigvärdighet 1809, och förblev 1814 Napoleon trogen och kallades av honom till medlem av pärernas kammare efter återkomsten från Elba. Han blev deputerad 1815, senare guvernör för Banque de France. Gaudin har efterlämnat Mémoires, opinions et écrits (1826-34).